# The Clairvoyant (serie televisiva)
The Clairvoyant (tradotto Il chiaroveggente) è stata una sitcom britannica creata da Roy Clarke e prodotta dalla BBC, andata in onda per una stagione e cinque episodi, più uno pilota, da novembre 1984 a giugno 1986 sulla BBC2.

## Trama
La sitcom narra le peripezie di Arnold Bristow, un venditore d'auto che, dopo essere stato investito, crede di avere poteri paranormali.

## Produzione
L'episodio pilota andò in onda il 27 novembre 1984 e la serie iniziò due anni dopo, il 15 maggio 1986. Dopo cinque puntate (che non hanno titolo) la serie venne interrotta.
La sigla di apertura e di chiusura della sitcom è Que sera, sera (Whatever Will Be, Will Be), nell'arrangiamento di Ronnie Hazlehurst, cantata da Sandra Dickinson.

## Episodi
| Stagione       | Episodi | Prima TV originale |
| -------------- | ------- | ------------------ |
| Prima stagione | 6       | 1984-1986          |